# ظفر الطيب

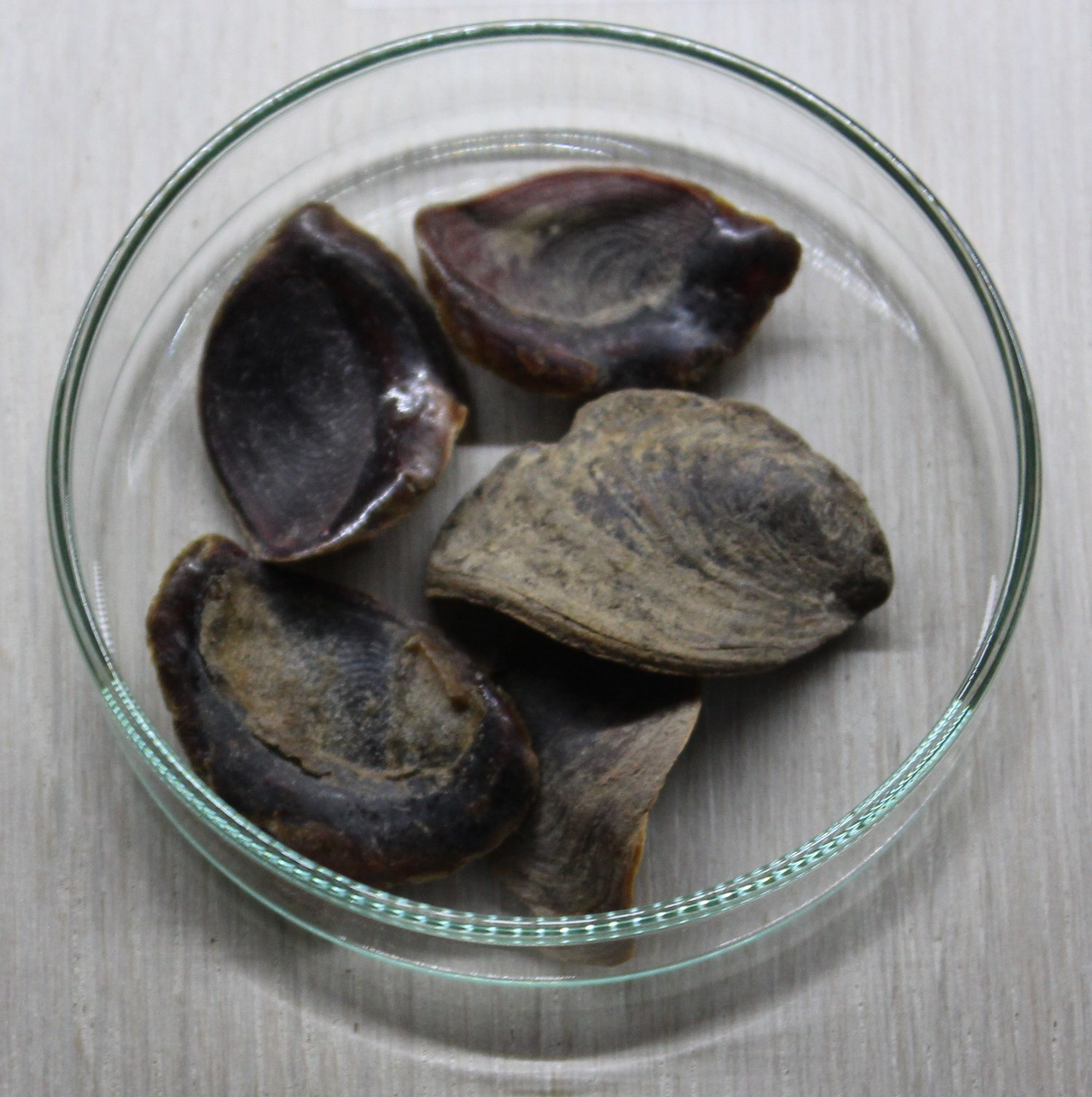
أظفار الطيب المجففة بالقدس في فلسطين المحتلة (إسرائيل) واسمه (Unguis odoratus) و(Blatta Byzantina)

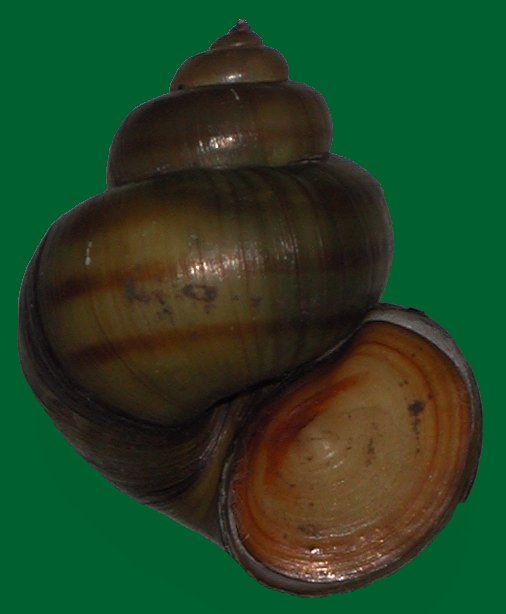
قوقعة حلزون يعيش في المياه العذبة من نوع Viviparus contectus مع السدادة المتقرنة لفتحة القوقعة التي تسمى في بعض أنواع الحلازين بظفر الطيب مثل حلزون العطار

ظُفر الطِيب والجمع أظفار الطِيب وتسميه العامة في السودان بالظفر وظفر العفريت -وقد كان مستعملا في الطب القديم- وهو غطاء حلزون كبار في البحر الأحمر والخليج العربي والبحر الهندي يقال للواحد منها العطار ومن أنواعه السرنباق والقبضان.
ولكلمة (Onycha) الإنكليزية التي تعني أظفار الطيب معانٍ أخرى محتملة فممكن أن تكون Labdanum أو خليط Labdanum و benzoin أو راتينج البنزوين أو صمغ الكثيراء أو (Commiphora wightii) أو كهرمان أو قرنفل أو لسان البحر أو (Spikenard).